# Vanessa Marano
Vanessa Nicole Marano (Los Angeles, 31 de outubro de 1992), mais conhecida simplesmente por Vanessa Marano, é uma atriz norte-americana.
Atuou como Bay Kennish na série da ABC Family, Switched at Birth.Ela é irmã da também atriz Laura Marano.

## Biografia
Vanessa Marano começou a atuar no teatro quando tinha sete anos, atuando em diversas peças na ACT em Agoura Hills, Califórnia. Ela começou sua carreira profissional com diversos comerciais nacionais.
Marano é mais reconhecida por seus papéis, como April, a filha de Luke em Gilmore Girls e o papel de Francesca, a filha do Prêmio Emmy Lisa Kudrow, na série original da HBO The Comeback . Recentemente, ela estrelou em Canalhas que interpreta uma filha em intrigas, escola saltando de Virginia Madsen. Ela teve papéis em séries como Dexter, Without a Trace, Trust Me, e The Young and the Restless. Também incluem Parenthood, Medium, Ghost Whisperer, Vidas Passadas, Six Feet Under, Malcolm in the Middle e Grounded for Life.
Ela estrelou como uma jovem que se torna tetraplégica no filme aclamado pela crítica de televisão The Brooke Ellison Story, dirigido por Christopher Reeve.
O primeiro filme de Marano foi o sucesso de animação Procurando Nemo, seguido do cinema independente, Easy, The Clique, Stopping Power, Dear Lemon Lima e, mais recentemente, The Secret Lives of Dorks.
Vanessa está trabalhando com Lucy Liu em uma minissérie interpretando a adolescente problemática e adotada Immy em Marry Me.
Vanessa fala italiano. Ela também é um dos mais jovens membros da prestigiada Academia de Artes e Ciências.

## Filmografia

### Filmes
| Ano  | Filme                        | Papel                  | Formato              | Notas         |
| ---- | ---------------------------- | ---------------------- | -------------------- | ------------- |
| 2003 | Sem Compromisso              | Pequena Jamie          | Longa-metragem       | Não creditada |
| 2004 | A História de Brooke Ellison | Brooke Ellison (jovem) | Filme para televisão |               |
| 2007 | Hell on Earth                | Shelly                 | Filme para televisão |               |
| 2008 | Garotas S.A.                 | Layne Abeley           | Longa-metragem       |               |
| 2008 | Man of your Dreams           | Maia                   | Filme para televisão |               |
| 2009 | Dear Lemon Lima              | Samantha Combs         | Longa-metragem       |               |
| 2012 | Your Father's Daughter       | Luciana                | Curta-metragem       |               |
| 2013 | Virgens Inquietos            | Emily                  | Filme para televisão |               |
| 2013 | Love Somebody                | Kit                    | Curta-metragem       |               |
| 2013 | The Secret Lives of Dorks    | Samantha               | Longa-metragem       |               |
| 2014 | Senior Project               | Sam                    | Longa-metragem       |               |
| 2019 | Confessional                 | Noelle                 | Longa-metragem       |               |
| 2019 | Saving Zöe                   | Zoe                    | Longa-metragem       |               |
|      | This is the Year             | Molly                  |                      | Pós-produção  |
|      | This Game's Called Murder    |                        |                      | Pós-produção  |
|      | How to Deter a Robber        | Madison Williams       |                      | Pós-produção  |
|      | DOT                          | Milla Hart             | Filme para televisão | Pré-produção  |

### Séries de televisão
| Ano         | Série                             | Papel                 | Notas                                                           |
| ----------- | --------------------------------- | --------------------- | --------------------------------------------------------------- |
| 2002 - 2009 | Without a Trace                   | Hanna Malone          | 12 episódios                                                    |
| 2004        | Grounded for Life                 | Lexie                 | Episódio 20 - Temporada 4                                       |
| 2005        | Six Feet Under                    | Tate Pasquese         | Episódio 4 e 7 - Temporada 5                                    |
| 2005        | The Comeback                      | Franchesca            | 12 episódios                                                    |
| 2005        | Malcolm                           | Gina                  | Episódio 9 - Temporada 7                                        |
| 2005 - 2007 | Gilmore Girls                     | April Nardini         | Recorrente                                                      |
| 2008        | Miss Guided                       | Kelly                 | Episódio 1 - Temporada 1                                        |
| 2008        | The Closer                        | Theresa Monroe        | Episódio 6 - Temporada 4                                        |
| 2008        | Ghost Whisperer                   | Alise Jones           | Episódio 3 - Temporada 4                                        |
| 2008 - 2010 | The Young and the Restless        | Eden Gerick           | 59 episódios                                                    |
| 2009        | Trust Me                          | Haley                 | Episódio 1, 4, 8, 9 e 13 - Temporada 1                          |
| 2009 - 2011 | Dexter                            | Rebecca Mitchell      | Episódio 5, 6, 8, 9 e 12 - Temporada 4 Episódio 7 - Temporada 6 |
| 2010        | Past Life                         | Susan Charne          | Episódio 2 - Temporada 1                                        |
| 2010        | Medium                            | Jennifer Whitten      | Episódio 16 e 17 - Temporada 6                                  |
| 2010        | Scoundrels                        | Hope West             | Elenco principal                                                |
| 2010        | Parenthood                        | Holly                 | Episódio 4 - Temporada 2                                        |
| 2010        | Marry Me                          | Imogen Hicks          | Minisérie                                                       |
| 2011        | Private Practice                  | Casey                 | Episódio 18 - Temporada 4                                       |
| 2011        | Love Bites                        | Becky Lerner          | Episódio 6 - Temporada 1                                        |
| 2011        | CSI: Crime Scene Investigation    | Samantha Cafferty     | Episódio 5 - Temporada 12                                       |
| 2011 - 2017 | Switched at Birth                 | Bay Kennish           | Elenco principal                                                |
| 2012        | Grey's Anatomy                    | Holly Wheeler         | Episódio 20 - Temporada 8                                       |
| 2012 - 2013 | Boys Are Stupid, Girls Are Mean   | Narradora             | Recorrente                                                      |
| 2013        | Perception                        | Riley                 | Episódio 4 - Temporada 2                                        |
| 2014        | NCIS: New Orleans                 | Natalie               | Episódio 4 - Temporada 1                                        |
| 2016        | Outcast                           | Sherry                | Episódio 5 - Temporada 1                                        |
| 2016        | Gilmore Girls: A Year in the Life | April Nardini         | Episódio 3 - Temporada 1                                        |
| 2017        | Silicon Valley                    | Estudante de Stanford | Episódio 3 e 4 - Temporada 4                                    |
| 2018        | Station 19                        | Molly                 | Episódio 10 - Temporada 1 Episódio 1 - Temporada 2              |
| 2018        | Bad Boy                           | Vanessa               | Episódio 4 - Temporada 1                                        |
| 2018 - 2019 | The Dead Girls Detective Agency   | Nancy Graves          | Elenco principal                                                |
| 2021        | 9-1-1                             | Sydney                | 2 Episódios                                                     |

## Prêmios e indicações
| Ano  | Prêmio             | Categoria                     | Trabalho          | Resultado |
| ---- | ------------------ | ----------------------------- | ----------------- | --------- |
| 2011 | Teen Choice Awards | Choice Summer TV Star: Female | Switched at Birth | Indicada  |
| 2013 | Teen Choice Awards | Choice TV Actress: Drama      | Switched at Birth | Indicada  |
| 2010 | Method Fest        | Best Ensemble Cast            | Dear Lemon Lima   | Venceu    |